# Dirk Corthout
Dirk Corthout is een Vlaams regisseur. Hij werkte mee aan Vlaamse film- en tv-producties van hoge kwaliteit.

## Producties
Dirk Corthout werkte als regisseur mee aan de volgende producties:
- RIP (1991-1994)
- F.C. De Kampioenen (1995)
- Windkracht 10 (1994-1998)
- Flikken (1998-2005)
- Windkracht 10: Koksijde Rescue (2005-2006)
- Thuis (2006-2009)